# Naródychi
Naródychi (en ucraniano: Наро́дичі) es un asentamiento de tipo urbano de Ucrania perteneciente al raión de Korosten en la óblast de Zhytómyr. Se ubica a orillas del río Uzh.
Desde 1986 hasta 2010 el asentamiento y sus alrededores fueron declarados dentro de una "zona de control estricto" o de reasentamiento voluntario a causa del accidente de Chernóbil.
En 2018, su población era de 2770 habitantes. Es sede de un municipio con una población total de 9501 habitantes en 2018. El municipio comprende, además del propio asentamiento, 64 pueblos.

## Historia
Naródychi se encuentra en la región histórica de Polesia, siendo mencionado por primera vez en archivos históricos en el año 1545. De acuerdo al censo de 1897, la población total era de 4576 personas (de mayoría judía). Pasando a ser de aldea a asentamiento urbano a mediados del siglo XX, en su mayor apogeo Narodichi albergó más de 6.400 habitantes.
A causa de la fuerte contaminación radiactiva de la Central Nuclear de Chernóbil, las áreas este y sur de Narodichi se encuentran deshabitadas. Aun así, Narodichi es uno de los asentamientos con mayor cantidad de nacimientos de toda Ucrania.[cita requerida]
Hasta la reforma territorial de 2020, era la capital de su propio distrito.

## Galería

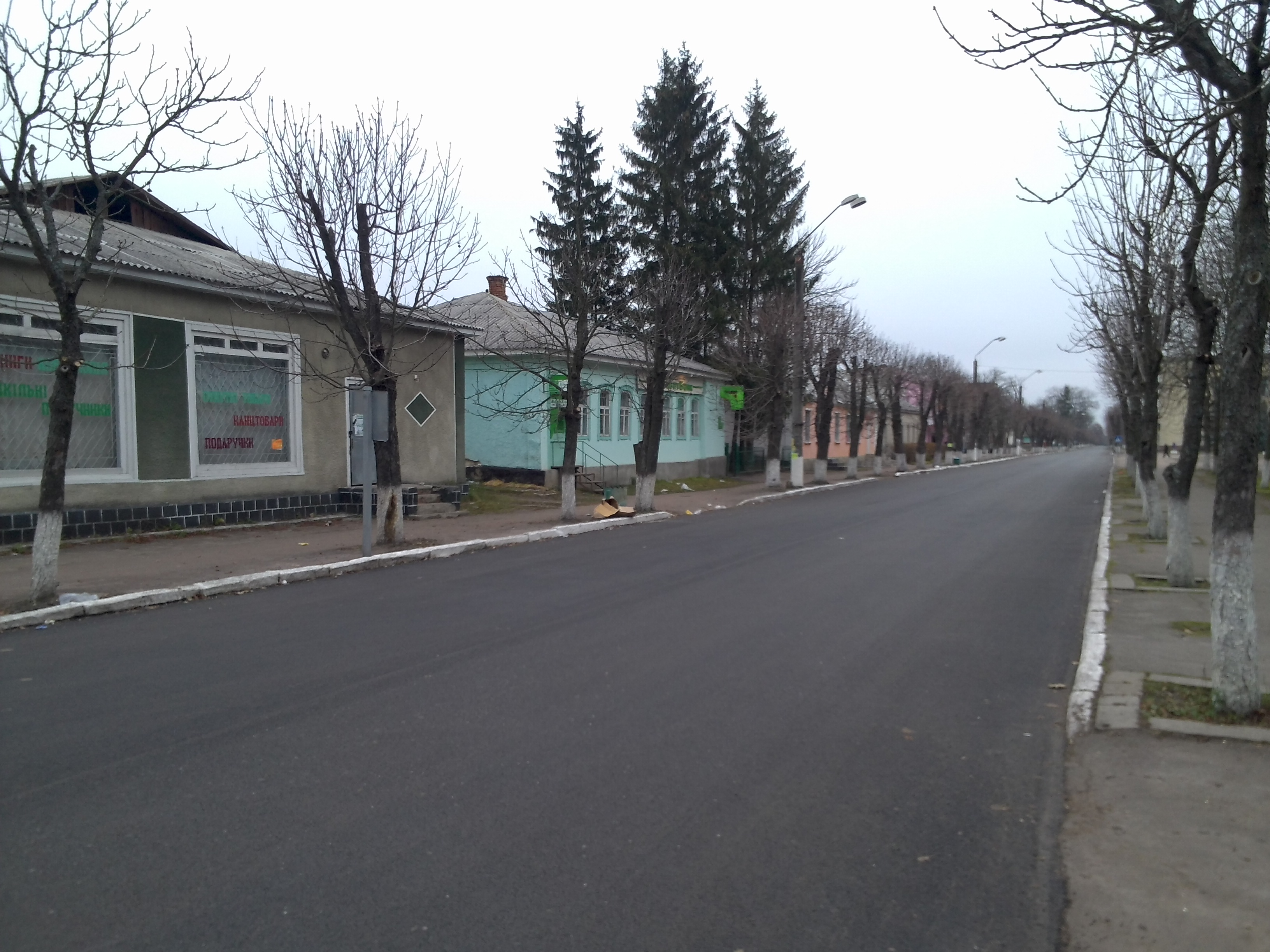
Zona residencial.
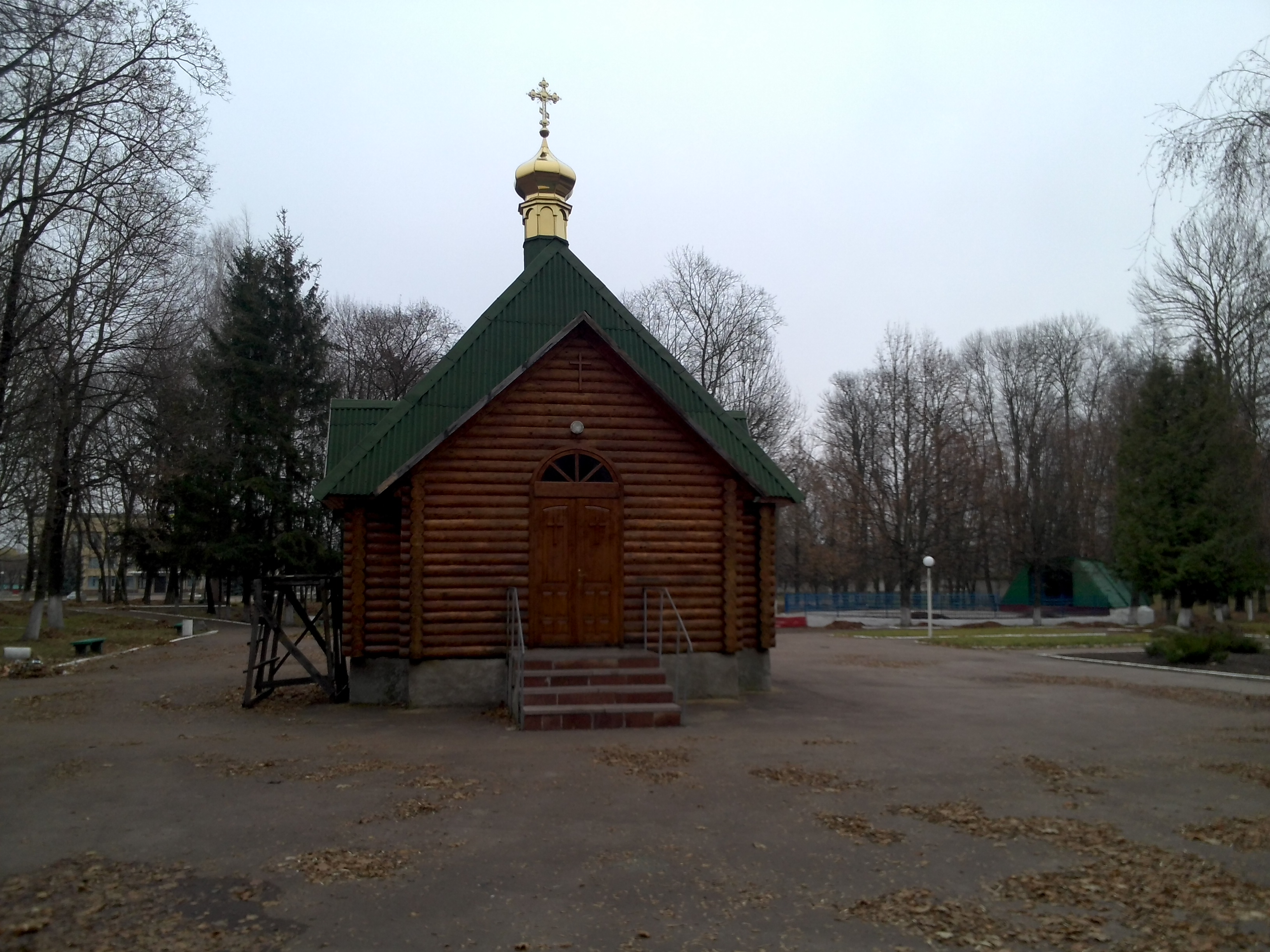
Iglesia en el centro de la localidad.
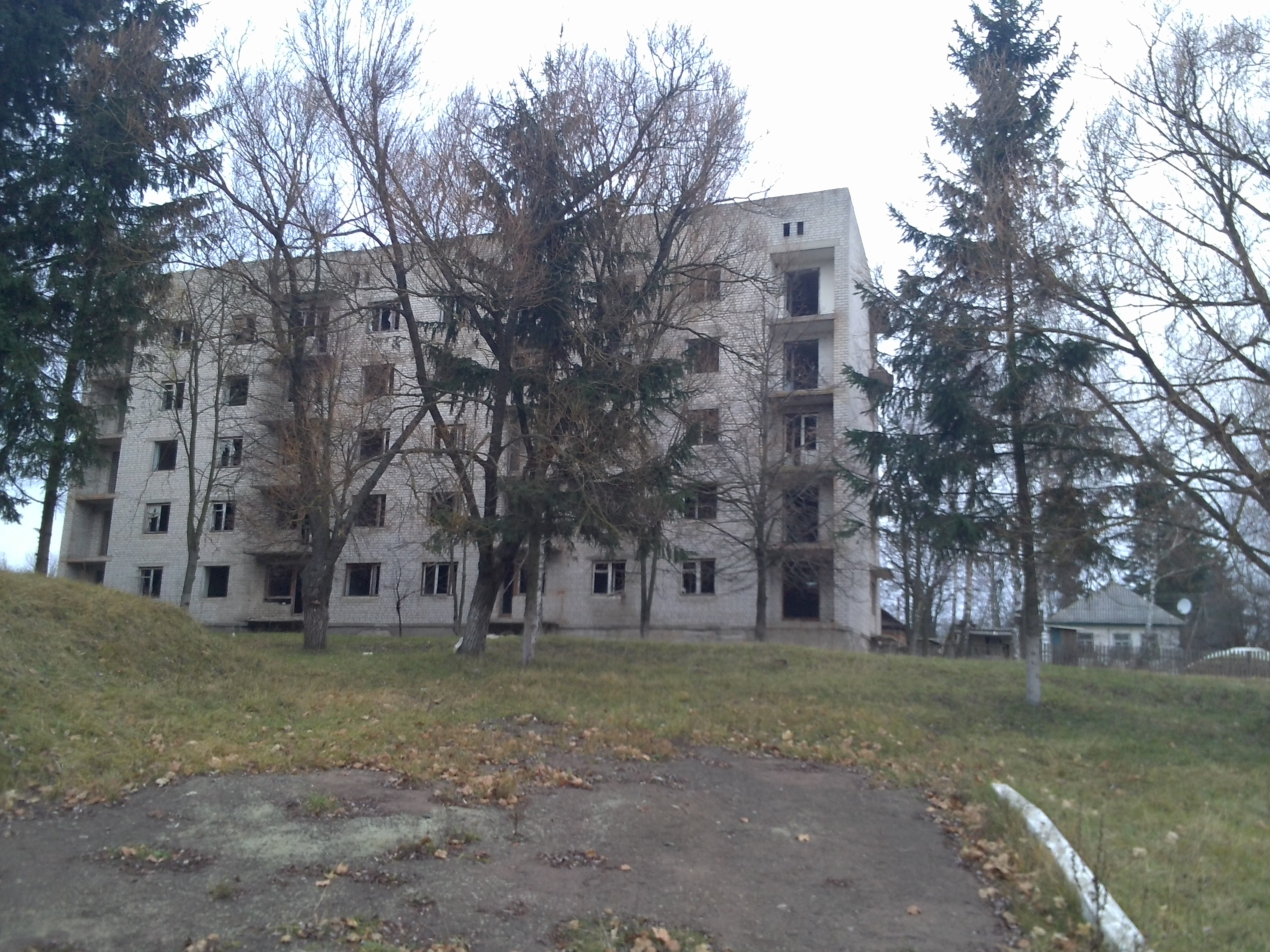
Edificio abandonado en la ruta principal.
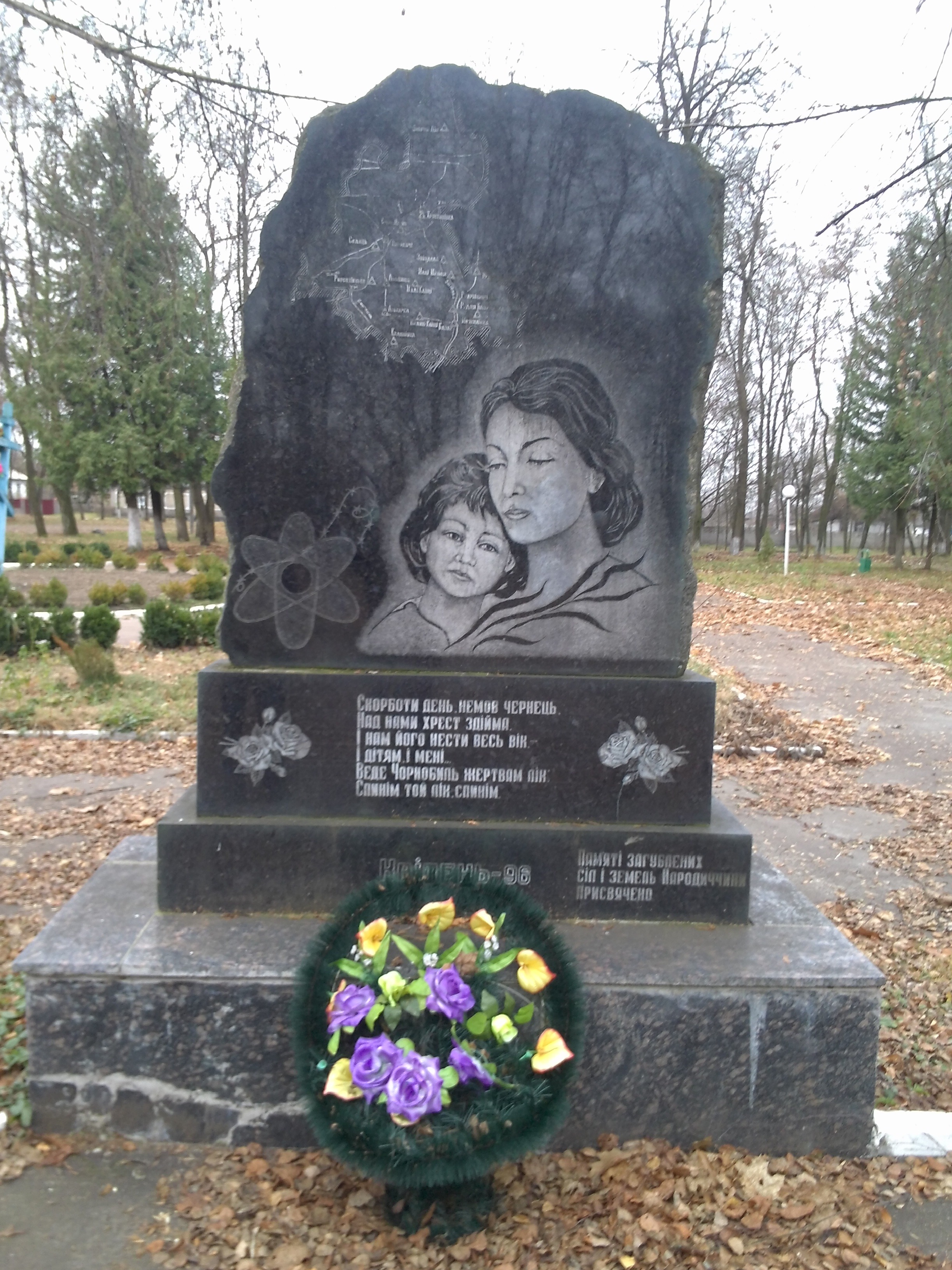
Monumento a las víctimas de Chernóbil.